# Харрис, Леон
Леон Ар Харрис (англ. Leon R. Harris) (15 октября 1929 – 1 июня 2022) — американский арт-директор и иллюстратор.
Он работал над несколькими известными фильмами, включая — «Вестсайдскую историю» (1961), «Звуки музыки» (1965), «Планету обезьян» (1968), «Чёрную дыру» (1979), «Полицейскую академию 4: Граждане в дозоре» (1987) и «Дика Трейси» (1990).
Но самой известной работой Леона Харриса, был научно-фантастический фильм 1979 года — «Звёздный путь», за который он получил номинацию на премию «Оскар» за лучшую работу художника-постановщика.

## Биография
Леон Ар Харрис родился 15 октября 1929 года в городе Вентура, Калифорния, и начал работать на киноиндустрию в 1960-х годах.
Первой работой Леона Харриса в кино, был знаменитый фильм-мюзикл 1961 года — «Вестсайдская история», в качестве неуказанного в титрах иллюстратора.
После «Вестсайдской истории», Леон Харрис работал неуказанным в титрах иллюстратором в таких фильмах, как «Звуки музыки» 1965 года, «Планета обезьян» 1968 года, «Забриски-пойнт» 1970 года, «Давай сделаем это снова» 1975 года, «Калифорнийский отель» 1978 года и «Президио» 1988 года.
С конца 1970-х, и до середины 1980-х годов, Леон Харрис также делал вклад в кинематограф как арт-директор для таких фильмов, как «Смертельная игра» 1977 года, «Дьявол и Макс Девлин» 1981 года, «Забегаловка» 1982 года и «Пикник в космосе» 1986 года.
Но самый известный вклад Леона Харриса в качестве арт-директора, был культовый научно-фантастический фильм 1979 года — «Звёздный путь», за который Харрис был номинирован на премию «Оскар» в категории «Лучшая работа художника-постановщика», вместе с художником-постановщиком Харольдом Микелсоном, ещё двумя арт-директорами Джо Дженнингсом и Джоном Валлоне и декоратором Линдой ДеСенной, но проиграл Филипу Розенбергу, Тони Уолтону, Эдварду Стюарту и Гэри Бринку за «Весь этот джаз».
Впервые Леон Харрис был указан в титрах как иллюстратор, в другом культовом научно-фантастическом фильме 1979 года — «Чёрная дыра», после него Харрис был указан иллюстратором в титрах таких фильмов, как «Отбой» 1981 года, «Хорошая пара» 1983 года, «Полицейская академия 4: Граждане в дозоре» 1987 года, «Дик Трейси» 1990 года, «Гангстеры», «Фрэнки и Джонни» (оба 1991 года) и «Мистер субботний вечер» 1992 года, который стал его последним фильмом.
Леон Ар Харрис умер 1 июня 2022 года в городе Лейк-Форест-Парк, Вашингтон, в возрасте 92 лет.

## Фильмография
- Вестсайдская история (1961)
- Звуки музыки (1965)
- Гавайи (1966)
- Планета обезьян (1968)
- Забриски-пойнт (1970)
- Кролик, беги (1970)
- Мастер обращения с оружием (1975)
- Давай сделаем это снова (1975)
- Часть денег (1977)
- Смертельная игра (1977)
- Калифорнийский отель (1978)
- Звёздный путь (1979)
- Чёрная дыра (1979)
- Лесной наблюдатель (1980)
- Дьявол и Макс Девлин (1981)
- Отбой (1981)
- Забегаловка (1982)
- Хорошая пара (1983)
- Пикник в космосе (1986)
- Полицейская академия 4: Граждане в дозоре (1987)
- Кающийся (1988)
- Президио (1988)
- Дик Трейси (1990)
- Гангстеры (1991)
- Фрэнки и Джонни (1991)
- Мистер субботний вечер (1992)